# Recopa Sudamericana 1995
La Recopa Sudamericana 1995 fue la séptima edición del torneo organizado por la Confederación Sudamericana de Fútbol que enfrentaba al campeón de la Copa Libertadores de América con el campeón de la Supercopa Sudamericana.
El certamen enfrentó a los equipos argentinos de Vélez Sarsfield, campeón de la Copa Libertadores 1994, e Independiente, vencedor de la Supercopa Sudamericana 1994. Al igual que lo sucedido en la edición previa, los equipos habrían de enfrentarse en un único partido el 9 de abril de 1995 en el Estadio Conmemorativo de la Universiada de la ciudad de Kōbe, Japón. Sin embargo, las secuelas del terremoto ocurrido en la ciudad a principios de aquel año obligaron a mover la sede a Tokio, por lo que el encuentro acabó disputándose en el Estadio Olímpico de la capital nipona. Independiente se coronó campeón tras ganar 1-0 con un tanto convertido por José Serrizuela.
Erróneamente, esta edición ha sido registrada por Rec.Sport.Soccer Statistics Foundation (RSSSF) como correspondiente a la temporada 1994, lo cual no es efectivo, ya que la Confederación Sudamericana de Fútbol (CONMEBOL) confirmó en 2007 que se trata de la edición de 1995 del torneo internacional.

## Equipos participantes
| Vélez Sarsfield |  | Bandera de Argentina |  | Campeón de la Copa Libertadores (1994)      |  |
| Independiente   |  | Bandera de Argentina |  | Campeón de la Supercopa Sudamericana (1994) |  |

## Sede
| Japón               |                            |
| Ciudad              | Estadio                    |
| Tokio               | Olímpico Nacional de Tokio |
|                     |                            |
| 57 363 espectadores |                            |

## El partido
| Bandera de Argentina | vs. | Bandera de Argentina |
| Vélez Sarsfield 0    | vs. | Independiente 1      |

| 9 de abril de 1995 | Vélez Sarsfield | 0:1 (0:0) | Independiente  | Estadio Olímpico, Tokio                                              |                                                                      |
|                    |                 |           | 69' Serrizuela | Asistencia: 25 300 espectadores Árbitro(s): Francisco Oscar Lamolina | Asistencia: 25 300 espectadores Árbitro(s): Francisco Oscar Lamolina |

| 1          | POR        | José Luis Chilavert |     |
| 2          | DEF        | Roberto Trotta      |     |
| 4          | DEF        | Víctor Sotomayor    |     |
| 17         | DEF        | Flavio Zandoná      |     |
| 3          | DEF        | Raúl Cardozo        | 73' |
| 8          | MED        | José Basualdo       |     |
| 7          | MED        | Marcelo Herrera     |     |
| 20         | MED        | Claudio Husaín      | 85' |
| 23         | MED        | Christian Bassedas  | 73' |
| 9          | DEL        | Omar Asad           |     |
| 11         | DEL        | José Flores         |     |
| Entrenador | Entrenador | Carlos Bianchi      |     |

| 1          | POR        | Luis Islas            |     |
| 2          | DEF        | Juan Carlos Ramírez   |     |
| 3          | DEF        | Claudio Arzeno        |     |
| 6          | DEF        | José Serrizuela       |     |
| 4          | DEF        | Guillermo Ríos        |     |
| 8          | MED        | Diego Cagna           |     |
| 21         | MED        | Raúl Cascini          |     |
| 10         | MED        | Daniel Garnero        | 62' |
| 7          | DEL        | Jorge Burruchaga      | 46' |
| 9          | DEL        | Albeiro Usuriaga      | 77' |
| 11         | DEL        | Sebastián Rambert     |     |
| Entrenador | Entrenador | Miguel Ángel Brindisi |     |

| 20 | MED | Roberto Pompei      | 73' |
| 15 | DEL | José Luis Sánchez   | 73' |
| 13 | DEF | Mauricio Pellegrino | 85' |

| 13 | MED | Pablo Rotchen        | 46' |
| 19 | MED | Gustavo Adrián López | 62' |
| 17 | MED | Tony Gómez           | 77' |

|  |  |  |

| Anotado | 69' | José Serrizuela |

| Árbitro | Francisco Oscar Lamolina |

| 1          | POR        | José Luis Chilavert |     |
| 2          | DEF        | Roberto Trotta      |     |
| 4          | DEF        | Víctor Sotomayor    |     |
| 17         | DEF        | Flavio Zandoná      |     |
| 3          | DEF        | Raúl Cardozo        | 73' |
| 8          | MED        | José Basualdo       |     |
| 7          | MED        | Marcelo Herrera     |     |
| 20         | MED        | Claudio Husaín      | 85' |
| 23         | MED        | Christian Bassedas  | 73' |
| 9          | DEL        | Omar Asad           |     |
| 11         | DEL        | José Flores         |     |
| Entrenador | Entrenador | Carlos Bianchi      |     |

| 1          | POR        | Luis Islas            |     |
| 2          | DEF        | Juan Carlos Ramírez   |     |
| 3          | DEF        | Claudio Arzeno        |     |
| 6          | DEF        | José Serrizuela       |     |
| 4          | DEF        | Guillermo Ríos        |     |
| 8          | MED        | Diego Cagna           |     |
| 21         | MED        | Raúl Cascini          |     |
| 10         | MED        | Daniel Garnero        | 62' |
| 7          | DEL        | Jorge Burruchaga      | 46' |
| 9          | DEL        | Albeiro Usuriaga      | 77' |
| 11         | DEL        | Sebastián Rambert     |     |
| Entrenador | Entrenador | Miguel Ángel Brindisi |     |

| 20 | MED | Roberto Pompei      | 73' |
| 15 | DEL | José Luis Sánchez   | 73' |
| 13 | DEF | Mauricio Pellegrino | 85' |

| 13 | MED | Pablo Rotchen        | 46' |
| 19 | MED | Gustavo Adrián López | 62' |
| 17 | MED | Tony Gómez           | 77' |

|  |  |  |

| Anotado | 69' | José Serrizuela |

| Árbitro | Francisco Oscar Lamolina |

|                                   |
| Bandera de Argentina              |
| Campeón Independiente 1.er título |